# Вестгройсен
Вестгройсен (нем. Westgreußen) — община в Германии, в земле Тюрингия. 
Входит в состав района Кифхойзер. Подчиняется управлению Гройссен.  Население составляет 393 человека (на 31 декабря 2010 года). Занимает площадь 8,45 км².